# Albán felkelés (1912)
Az 1912-es albán felkelés az albánok függetlenségi harcainak sorában az utolsó volt a függetlenség 1912. november 28-ai kikiáltása előtt. Célkitűzése az ifjútörök kormányzat elűzése volt, az albánság ugyanis ebben és az 1912. januári, elcsalt általános parlamenti választások újbóli kiírásában látta a garanciát arra, hogy etnikai alapon megszerveződhessen az Oszmán Birodalmon belüli területi, közigazgatási, gazdasági és kulturális autonómiájuk. A felkelők 1912 áprilisában ragadtak fegyvert Koszovóban, és kezdeti kudarcaik után sikerrel vették fel a harcot a meggyengült és demoralizálódott, dezertálástól sújtott török hadsereggel. Ezt látván általános lázadás tört ki szerte az albán lakta vilajetekben, melynek vezető alakjai Hasan Prishtina, Isa Boletini, Bajram Curri és Idriz Seferi voltak. Az ifjútörök kabinet július 17-ei bukása után az új liberális kormány tárgyalóasztalhoz ült az albánok vezetőivel, s a Hasan Prishtina által tizennégy pontban összefoglalt albán követeléseket egy kivétellel (helyben letöltött sorkatonai szolgálat) a török kormányzat 1912. szeptember 4-én hivatalosan is elfogadta. Ezzel megnyílt volna az út a birodalmon belüli albán vilajet megszervezéséhez, de az október 8-án kitört első Balkán-háború elszakította az albán lakta területeket a birodalomtól, ezzel merőben eltérő csapásirányt jelölt ki az önigazgatásukért küzdő albánok számára.

## Előzmények
Az 1876-ban trónra került II. Abdul-Hamid autoriter hatalomgyakorlása elleni küzdelem, az 1876 előtti alkotmányos helyzethez való visszatérés igénye jegyében kibontakozó ifjútörök mozgalom az 1880-as évektől élvezte az albánok támogatását. Többen maguk is csatlakoztak az ifjútörökök élcsapatához, jellemzően a birodalmi fővárosban élő albán értelmiségiek, például Ibrahim Temo, Ismail Qemali, Dervish Hima és mások. 1906 után az albánok fegyverekkel is támogatták az ifjútörök törekvéseket, s ezzel hozzájárultak a forradalom 1908. július 24-ei győzelméhez. Az albánok elérkezettnek látták az időt arra, hogy az alkotmányos helyzet restaurációja mellett autonómiatörekvéseiket is napirendbe vegyék. Eleinte úgy tetszett, mindehhez meglesz a kellő politikai súlyuk: a forradalom után 1908. december 17-én összeülő alsóház 288 képviselői mandátumának majd 10%-a, 27 képviselői hely az albánoké lett, 1909 áprilisában pedig Ismail Qemali lett a parlament elnöke. II. Abdul-Hamidot 1909. április 27-én megfosztották trónjától, az ifjútörök kormány intézkedéseit azonban hamarosan ugyanazok az önkényeskedések jellemezték, mint a trónfosztott szultánéit. Új adókat vetettek ki, bezáratták az albán iskolákat és társaságokat, a hatalommal szemben lázadókat kivégezték vagy börtönbe vetették. A Porta politikája nem kívánt hatást ért el: egységbe kovácsolta a felekezeti és törzsi törésvonalak mentén egyébként megosztott albánokat, s 1909-től az albánok vezetői egyre többször szerveztek titkos találkozókat, amelyeken közös politikai jövőjük lehetséges forgatókönyveit vették sorra. Emellett kiújultak a fegyveres felkelések is. Az 1910-es albán felkelést a török kormány leverte, s megtorlásul tömeges letartóztatások, erőszakos újoncozások fenyegették az albánságot, akiket emellett le is fegyvereztek. Az 1911-es felkelés már több eredménnyel járt: a kezdeti fegyveres összecsapásokat követően a kormány tárgyalt a lázadó albánok képviselőivel, és ígéretet tett a lerombolt albán infrastruktúra jóvátételére, az adók csökkentésére, az albán nyelv használatának engedélyezésére, a szabad fegyverviselésre és egyéb, az albánoknak kedvező reformok bevezetésére.
A változás jeleként még 1911 decemberében feloszlatták a konstantinápolyi alsóházat, és új választásokat írtak ki. Ezek tisztasága azonban megkérdőjelezhető volt, ráadásul az albánok rovására: ifjútörök politikusok és hivatalnokok pénzt osztottak az albán küldöttek ellen szavazóknak, nyomást gyakoroltak az induló albán jelöltekre, hogy visszalépjenek a megmérettetéstől. Ennek következményeként a korábbi 27-tel szemben csak 18 albán képviselő jutott be a törvényhozásba, s a török reguláris hadsereg 1912 elején már ismét úton volt Albániába, hogy erőszakkal behajtsa az újonnan kivetett adókat és biztosítsa újabb csendőrlaktanyák és török nyelvű iskolák létesítését.

## A felkelés előkészítése
A választási csalások és az újabb túlkapások felháborították a változásban bízó albánokat, s a koszovói albánok vezetői 1912 januárjában megtették az első lépéseket egy újabb fegyveres felkelés előkészítésére. Céljuk továbbra sem a teljes függetlenség, az Oszmán Birodalomtól való elszakadás, hanem az annak keretein belül létrehozandó albán területi autonómia volt. A koszovói albánok vezetője, a parlamenti mandátumát az elcsalt választásokon elvesztett Hasan Prishtina mutatkozott a legaktívabbnak a szervezésben. Először egy bolgár küldöttséggel folytatott tárgyalásokat, hogy egyesítsék katonai erejüket a Porta ellenében, majd a brit és osztrák–magyar támogatás lehetőségeit kereste. Kísérletei elbuktak az ellenérdekelt felek ellenállásán: a bolgárok a Balkán-szövetség létrehozásában látták a jövő zálogát, a nagyhatalmak pedig nem voltak érdekeltek az Oszmán Birodalom meggyengítésében. Az albánok ismét magukra maradtak, de maguk sem mindenben értettek egyet: a radikálisabb vezetők elsődleges célja az ifjútörökök elűzése és az autonómia kivívása volt, a muszlim albánok viszont megelégedtek volna az 1876 előtti alkotmányos állapot visszaállításával (ifjútörökökkel vagy nélkülük), a katolikus mirditaiak saját útjukat járták törzsi jogaik visszavívásáért, a délalbánokat pedig már a görög hivatalnoki réteg és klérus eltávolításával is meg lehetett nyerni.

## A felkelés

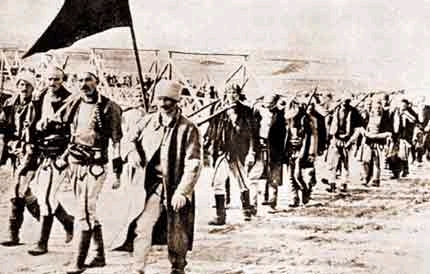
Koszovói albán felkelők csoportja 1912-ben

Április 23-án Hasan Prishtina vezetésével fogott fegyvert az első felkelőcsoport a Yakova (ma Gjakova) környéki hegyvidéken, de a török katonaság májusra Montenegróig szorította a lázadókat. Alig egy hónap elteltével, május 20-án Yakova mellett, Yunikban (Junik) gyűltek össze a koszovói albánság vezetői – Hasan Prishtina, Isa Boletini, Bajram Curri, Riza Gjakova, Idriz Seferi, Nexhip Draga és több ezer fegyveresük –, hogy hitet tegyenek az általános mozgósítás mellett. Ezenkívül követeléseiket is megfogalmazták (yuniki tizenkét pont), amiben egyebek mellett az önálló albán nemzet elismerése, a közigazgatás decentralizációja és a választások megismétlése, az adók helyi célokra való visszaforgatása, a török hadsereg által okozott károk megtérítése, az elkobzott fegyverek visszaszolgáltatása, az albán nyelv hivatali használatának és iskolai oktatásának engedélyezése mellett szálltak síkra. Tíz napon belül háromezer albán állt fegyverben a Kosovai és İskodrai vilajetekben, s támadásokat intéztek İpek (Peja), Yakova és Leç (Lezha) ellen. A felkeléshez csatlakoztak a Mirdita vidéki albánok, akiknek fiataljait épp a közelmúltban hívta be a török kormányzat a csendőrség soraiba (ellentétes értelmű 1911. júniusi ígéretük dacára). Csakhamar egész Észak-Albániát lángba borították a felkelőcsoportok, s az elégedetlenség hullámai júniusra átterjedtek Dél-Albániára is. A törökök nagy vérveszteséget szenvedtek, a június 18-ai Prizren melletti csata során például 300 emberük esett el, a parancsnokló Hajreddin béget az albánok ellen elkövetett bűneiért helyben felakasztották, emellett foglyul ejtették 600 katonájukat, s nagyszámban zsákmányoltak tőlük fegyvereket és muníciót. A Porta gondjait tetézte, hogy az albán felkelők leverésére küldött seregből júniusra egyre többen – jobbára az ifjútörök kormánnyal szemben ellenérzést tápláló albán sorkatonák – dezertáltak, és csatlakoztak a lázadókhoz, így csak Koszovóban 30 ezresre duzzadt a felkelők serege. Június 22-én Tajar Tetova 150 katonájával együtt saját „katonai ligát” szervezett Manastırban (Bitola), és általános választások kiírását követelte. A török hadseregen eluralkodó elégedetlenség és a parancsok megtagadása miatt végül 1912. július 17-én az ifjútörök kormány lemondott.
Július 21-én a felkelők bevették Priştinét (Pristina), és közreadtak egy proklamációt, amelyben megerősítették, hogy fegyveres felkelésük célja az ifjútörök kormányzat elleni harc volt. Miután időközben az ifjútörökök távoztak a hatalomból, s Konstantinápolyban már megalakult a nagyvezír, Ahmed Mukhtár pasa vezette ideiglenes kormány, céljuk megvalósult. Az új kormány szintén kibocsátott egy proklamációt, amelyben a fegyverek letételére szólította fel az albánságot, s ígéretet tett az általuk követelt önigazgatási reformok végrehajtására, amelynek részleteit egy külön e célra felállított bizottság fogja kidolgozni. Pár nappal később, július 23-án a délalbánok vezetői gyűltek össze a Sinjai-szorosnál, és az 1911-es greçai memorandumhoz hasonlóan tizenkét pontban összefoglalták a kormánnyal szembeni követeléseiket (sinjai tizenkét pont), amely többé-kevésbé megfelelt a yuniki követeléseknek. A Mukhtár-kormány követsége július 27-én megérkezett Priştinébe, és tárgyalásokba kezdett az albánság Prishtina és Boletini vezette képviselőivel, akik követeléseik teljesítésének legfőbb garanciáját a konstantinápolyi alsóház feloszlatásában és az általános választások kiírásában látták. A tárgyalások lassan haladtak, így július 30-án az albánok 250 képviselője összegyűlt Priştinében, és ultimátumot intézett a török kormányhoz és a tárgyalókövetséghez abban az értelemben, hogy amennyiben negyvennyolc órán belül nem születik pozitív döntés a követeléseiket illetően, ismét fegyvert fognak, és Üsküp (Szkopje), majd Szaloniki ellen vonulnak. A megadott határidő napján, augusztus 1-jén a koszovói váli, Ibrahim pasa vezetésével egy újabb török küldöttség jelent meg Priştinében, akiknek az albán vezetők megerősítették követeléseiket, és hangsúlyozták, hogy a greçai memorandumban foglalt autonómiakövetelésük nem lehet egyezkedés tárgya. A Porta időhúzásra és pártszakadásra játszott: augusztus 2-án válaszoltak a délalbánok július 23-ai sinjai memorandumára, miszerint hozzájuk is menesztenek egy különbizottságot a követeléseik megvizsgálása és a helyzet pontos megértése céljából. A délalbánok addigra elfoglalták Fiert és Beratot, a felfegyverzett északalbánok serege fenyegetően kivárt Koszovóban, ráadásul a montenegróiak is egyre sikeresebben lázították a hozzájuk húzó katolikus mirditaiakat, így a helyzet végül tarthatatlan lett, s augusztus 5-én a török kormány az alsóházat feloszlatta, az ifjútörökök néhány vezetőjét letartóztatta.
Az albánok ugyan kedvezően fogadták a fejleményeket, de augusztus 9-én Hasan Prishtina egy újabb memorandumot adott át Ibrahim pasának (Hasan Prishtina tizennégy pontja). Az ebben foglalt tizennégy pont a yuniki és sinjai követeléseket összegezte: közigazgatási és kulturális autonómia; fegyverviselési szabadság és az elkobzott fegyverek visszaszolgáltatása; kártérítés a feldúlt albán falvak számára; az előző évek büntetőhadjáratait elrendelő nagyvezírek, Ibrahim Hakki és Mehmed Szaid nagyvezírek hadbíróság elé állítása; helyben letöltött katonai szolgálat; stb. Ibrahim pasa azonnal továbbtelegrafálta a követeléseket Konstantinápolyba, s ösztönözte a kormányt azok elfogadására. A kormány a követelések mérlegelésére haladékot kért. Az albánok türelme azonban elfogyott, és augusztus 12-én Isa Boletini vezetésével – Bajram Curri, Riza Gjakova és Idriz Seferi csatlakozásával – egy 30 ezres lázadósereg Üsküp ellen vonult, és minden ellenállás nélkül elfoglalta a várost. Eközben északon a hegyekben harcoló irreguláris albán fegyveresek İpek és Mitroviça (Mitrovica) környékén rajtaütöttek több katonai helyőrségen és raktáron. Az ország belsejében más albán felkelőcsoportok augusztus közepéig elfoglalták Dıraç (Durrës), Akçahisar (Kruja) és Peshkopia, délen pedig Përmet városát. Egy másik felfegyverkezett csapat már éppen Manastır ellen vonult, amikor augusztus 14-én a török kormányzat elfogadta az albánok valamennyi követelését, kivéve a fegyverek visszaszolgáltatására és a korábbi nagyvezírek felelősségre vonására vonatkozó pontokat. Ibrahim pasa közvetítette a szultán válaszát az albán vezetőknek, amely alapján az İskodrai, a Yanyai, a Kosovai, valamint a Manastıri vilajet egy része albán területként egyesül. Augusztus 18-án a török kormány proklamációjában megerősítette, hogy az albánok a birodalmon belül gazdasági, politikai, közigazgatási és kulturális szabadságjogokat kapnak, de az autonómia kifejezés használatát továbbra is kerülték. Az albán vezetők még aznap éjszaka összegyűltek Üsküpben, és hosszas vita után elfogadták a török kormány ajánlásait. A felkelők serege feloszlott, az albánok otthonaikba tértek, köztük az olyan radikális vezetők is, mint Isa Boletini.

## A felkelés utóélete
Két hét elteltével, 1912. szeptember 4-én a török kormány véglegesítette leiratát, amelyben elfogadta az albánok valamennyi követelését, a helyben letöltött sorkatonai szolgálat kivételével. Az albánok elérték céljukat, a birodalmon belül megalakulhatott egy részleges önrendelkezésű albán vilajet. Ugyanakkor az albánok szomszédjai – Görögország, Szerbia, Montenegró és Bulgária – az események végkifejletét az Oszmán Birodalom végzetes meggyengülésének jeleként értékelték, emellett egy akár csak részlegesen független Albánia létezése is ellenkezett az Adria keleti medencéjére vonatkozó geopolitikai törekvéseikkel.  A szerb Fekete Kéz (Црна рука) titkos társaság ügynökei az északi albánság körében folytattak felbujtó tevékenységet, a végleges függetlenség kivívására ösztönözték őket, és ehhez katonai segítséget is ígértek. A társaság feje, Dragutin Dimitrijević maga is többször járt Albániában, és tárgyalásokat folytatott a radikális Isa Boletinivel. A montenegróiak és az olaszok csempészett fegyverrel látták el az albánok egyes csoportjait, hogy folytassák harcukat a megroppant birodalom ellen. Minderre azonban már nem került sor, 1912. október 8-án kitört az első Balkán-háború, amely alapjaiban rajzolta át a Balkán térképét és erőviszonyait. Az albán lakta területek elszakadtak az Oszmán Birodalomtól, s félő volt, hogy a szomszédos keresztény hatalmak martalékává válnak. Ennek megelőzésére az albánok saját kezükbe vették sorsukat, és 1912. november 28-án Vlorában kikiáltották a független Albániát.